# Рендолф (Вермонт)
Рендолф (англ. Randolph) — місто (англ. town) в США, в окрузі Орандж штату Вермонт. Населення — 4774 особи (2020).

## Демографія
Згідно з переписом 2010 року, у місті мешкало 4778 осіб у 1827 домогосподарствах у складі 1159 родин. Було 2076 помешкань
Расовий склад населення:
| - 96,9 % — білих - 0,8 % — азіатів - 0,5 % — чорних або афроамериканців - 0,3 % — корінних американців |

До двох чи більше рас належало 1,3 %. Частка іспаномовних становила 1,1 % від усіх жителів.
За віковим діапазоном населення розподілялося таким чином: 18,8 % — особи молодші 18 років, 65,3 % — особи у віці 18—64 років, 15,9 % — особи у віці 65 років та старші. Медіана віку мешканця становила 40,2 року. На 100 осіб жіночої статі у місті припадало 105,3 чоловіків;  на 100 жінок у віці від 18 років та старших — 106,9 чоловіків також старших 18 років.
Середній дохід на одне домашнє господарство  становив 68 112 долари США (медіана — 55 882), а середній дохід на одну сім'ю — 76 723 долари (медіана — 67 324). Медіана доходів становила 42 133 долари для чоловіків та 44 290 доларів для жінок. За межею бідності перебувало 12,4 % осіб, у тому числі 18,9 % дітей у віці до 18 років та 4,1 % осіб у віці 65 років та старших.
Цивільне працевлаштоване населення становило 2542 особи. Основні галузі зайнятості: освіта, охорона здоров'я та соціальна допомога — 31,3 %, роздрібна торгівля — 12,7 %, мистецтво, розваги та відпочинок — 11,1 %.